# Mezinárodní den hor
Mezinárodní den hor byl vyhlášen Valným shromážděním OSN v roce 2003. Je slaven každoročně 11. prosince. Valné shromáždění vyzvalo mezinárodní společenství, aby v tento den pořádalo akce na všech úrovních, které by zdůraznily význam udržitelného rozvoje hor.
Mezinárodní den hor se slaví každý rok s jiným tématem, které se týká udržitelného rozvoje hor. FAO je organizací OSN pověřenou vedením oslav Mezinárodního dne hor.
V roce 2010 byly tématem Mezinárodního dne hor „Horské menšiny a domorodé národy“. Cílem bylo zvýšit povědomí o domorodých národech a menšinách, které žijí v horském prostředí, a o významu jejich kulturního dědictví, tradic a zvyků.
Na Mezinárodní den hor 2018 se Josué Lorca, prezident venezuelského Institutu národních parků, vydal do hor pohoří Sierra Nevada de Mérida, aby oznámil opatření, která mají prodloužit životnost posledního zbývajícího venezuelského ledovce.